# Rubén Morales
Rubén Darío Morales Pereira (4 giugno 1987) è un calciatore guatemalteco.

## Carriera

### Club
Ha iniziato la carriera nel Jalapa, sodalizio che lascia nel 2010 per giocare nel Cobán Imperial.
Nel 2013 viene ingaggiato dall'Heredia. Nel corso dello stesso anno passa all'Iztapa.
L'anno seguente viene ingaggiato dal Comunicaciones. Con il club capitolino vince il Torneo Clausura 2014.
Dopo aver giocato nel Deportivo Carchá e Deportivo Sanarate torna al Comunicaciones che lascerà per giocare nel Guastatoya.

### Nazionale
Milita nella nazionale di calcio del Guatemala, con cui partecipa alla CONCACAF Gold Cup 2015, non superando però la fase a gironi.